# Celina Murga
Celina Murga (sinh tháng 12 năm 1973) là một nhà làm phim, nhà biên kịch và nhà sản xuất người Argentina. Sự nổi tiếng của Celina trong ngành điện ảnh được hưởng lợi rất nhiều từ dự án đạo diễn thứ hai của cô là Ana and the Other (2003), bộ phim đã được đón nhận nồng nhiệt, thậm chí nó còn buộc một nhà làm phim mang tính biểu tượng nhất định phải hành động. Sau khi chiếu bộ phim của Murga, đạo diễn phim người Mỹ Martin Scorsese đã gửi lời đề nghị tới Murga để mời cô tham gia cùng anh trên trường quay bộ phim hiện tại của Scorese tại Shutter Island (2010). Tuy nhiên, lời mời cho một nhà làm phim đang phát triển trở thành trợ lý sản xuất của ông không phải là chưa từng có, nhà biên kịch Amy Holden Jones là người đầu tiên có được quyền tham gia này vào năm 1976, trong trường quay Taxi Driver của Martin Scorsese.

## Sự nghiệp
Celina Murga được sinh ra ở Paraná, Argentina. Vào năm 17 tuổi, cô rời quê hương của mình đến Buenos Aires, và vào năm 1996, cô đã có được tấm bằng với định hướng phim ảnh tại Đại học del Cine. Hiện tại, cô là chủ sở hữu một phần của một công ty sản xuất có tên Tresmilmundos Cine, và cũng là một giáo viên được chứng nhận tại Centro de Investigación Cinematográfica. Ana and the Other (2003) là bộ phim đầu tiên của cô, câu chuyện kể về "một người phụ nữ sau nhiều năm ở Buenos Aires, trở về quê hương để tìm kiếm một người đàn ông từng yêu từ lâu". Bộ phim đã có được nhiều thành công quan trọng của công chúng toàn cầu. Những bộ phim tiếp theo của Murga trong những năm qua tiếp tục thu hút sự chú ý và khen ngợi trong cộng đồng điện ảnh, những bộ phim như A Week Alone (2007), một đoạn ngắn có tên Pavón (2010), và phim tài liệu đầu tay của cô là Escuela Normal (2012). Martin Scorsese đã rất ấn tượng với bộ phim A Week Alone (2007) của cô, rằng anh đã chọn cô làm đối tượng để tập huấn trong một chương trình cố vấn đặc biệt do Rolex tài trợ, với bộ phim xoay quanh một loạt thanh niên giàu có bị bỏ rơi tại nhà trong một cộng đồng nông thôn và biệt lập, và khi thời gian trôi qua, "sự ngây thơ của họ dần bị hủy hoại khi họ thử nghiệm phá vỡ quy tắc, cuối cùng dẫn đến những vụ đột nhập vào các nhà xung quanh khu phố."  Bộ phim mới nhất của Murga Bờ thứ ba của dòng sông (2014), được điều hành bởi Martin Scorsese, và được phân phối bởi Match Factory. Câu chuyện của bộ phim kể về một cậu bé mười sáu tuổi, "bị chia rẽ giữa sự thôi thúc muốn đi theo tự do của chính mình và những kỳ vọng mà cha cậu dự tính cho tương lai."  Murga trở về quê hương của mình để quay bộ phim, tại thị trấn tỉnh Entre Rios, phía bắc của thủ đô Buenos Aires đóng vai trò một phần bối cảnh của bộ phim. Trong một cuộc phỏng vấn với Variety về bộ phim, Murga đã nói về việc quay trở lại Argentina để quay phim cũng thu hút sự ủng hộ của chính phủ, cô nói "Chính quyền Entre Rios và chính quyền thành phố luôn hỗ trợ về hậu cần", tuy nhiên "hỗ trợ tài chính lớn hơn đến từ chính quyền tỉnh. "  Trong cuộc phỏng vấn, một câu hỏi được đặt ra là tại sao sự tập trung cao độ của các nữ đạo diễn lại đến từ Argentina và Murga nói rằng đó là kết quả của quá trình dân chủ hóa và cải cách mô hình công nghiệp điện ảnh xuất sắc, cô nói rằng "rất nhiều phụ nữ đến trường đại học mỗi năm "và rằng" có một tỷ lệ bằng nhau của cả hai giới "theo đuổi ngành truyền thông.